# West Dereham
West Dereham est un village et une paroisse civile du Norfolk, en Angleterre. Il est situé à six kilomètres à l'est de la ville de Downham Market. Administrativement, il relève du district de King's Lynn and West Norfolk. Au moment du recensement de 2011, il comptait 450 habitants.

## Étymologie
Le nom Dereham, qui est également porté par une ville située plus à l'est dans le Norfolk, provient du vieil anglais dēor « cerf » et hām « domaine » ou hamm « enclosure ». Il est attesté dans le Domesday Book sous les formes Derham et Dereham.